# Actinidine (enzym)
Actinidine of actinidaïne is een enzym dat voorkomt in sommige soorten fruit, waaronder kiwi's, mango's, papaja's en ananas.

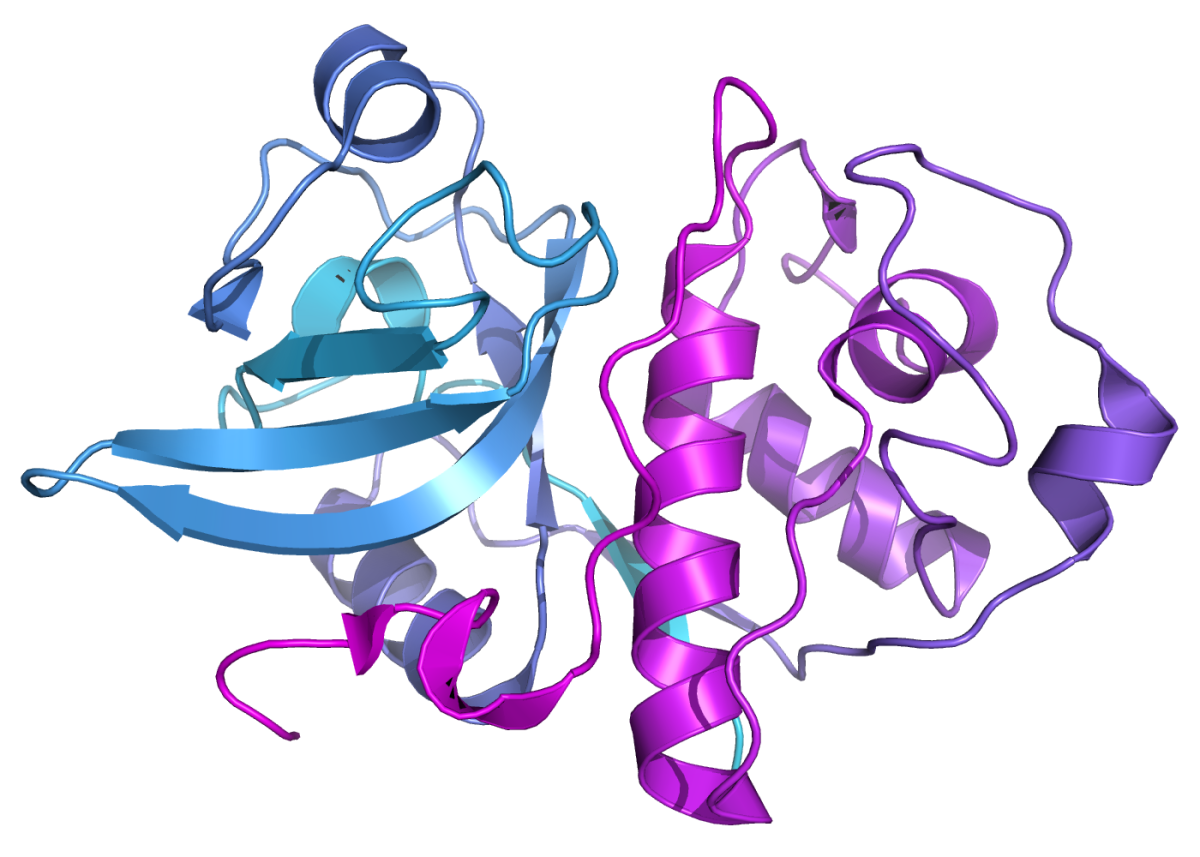
Actinidaïne, een cysteïneprotease uit Actinidia chinensis

Het breekt eiwitten af, wat ervoor zorgt dat het gebruikt kan worden om vlees malser te maken. Een nadeel van het enzym is dat het ook de eiwitten in gelatine en zuivelproducten afbreekt, zodat de vruchten die het enzym bevatten eerst geblancheerd moeten worden voordat ze gebruikt kunnen worden in gerechten met een van deze producten.